# American Society for Microbiology
La American Society for Microbiology (ASM, Società Americana per la Microbiologia) è un'organizzazione scientifica con sede negli Stati Uniti d'America ma con oltre 39.000 soci in tutto il mondo. È la più grande organizzazione professionale di una singola scienza biologica.
La società è stata fondata nel 1899 e fino al dicembre 1960 si è chiamata Society of American Bacteriologists (Società dei batteriologi americani).
I suoi membri hanno interesse sugli aspetti teorici e/o applicativi relativi a virus, batteri, funghi, alghe, protozoi ed in generale su tutti gli aspetti legati alla microbiologia. L'obiettivo della società è la diffusione della conoscenza delle scienze microbiologiche e l'applicazione delle scienze per il bene comune. Questo obiettivo è perseguito con la diffusione delle informazioni, con lo stimolo alla ricerca, con l'avanzamento della professione e con la promozione delle applicazioni delle scienze microbiologiche.